# Manege (Film)
Manege ist ein 1927 entstandenes deutsches Stummfilmdrama aus der Zirkuswelt von Max Reichmann mit Raimondo van Riel in der Hauptrolle.

## Handlung
In einem Zirkus sind die beiden Artistenbrüder Gaston und Ralf Flamingo die große Attraktion. Ihre Akrobatennummer auf dem Seil ist weltberühmt. Nach außen hin scheinen sie wie ein Herz und eine Seele, doch was kaum jemand weiß: die beiden Männer sind sich spinnefeind. Denn einst hatte Gaston Ralf die Frau ausgespannt und war mit ihr durchgebrannt. Es kam zu einem schweren Eisenbahnunglück, bei dem eben diese Frau ihr Leben verlor. Lediglich beider Professionalität hatte eine Fortsetzung der beruflichen Kollaboration der Flamingo-Brüder möglich gemacht. 
Ein neues Engagement führt die beiden Männer mit der zarten und sensiblen Artistin Eve Garay zusammen. Von ihrem brutalen Vater gepusht, droht die junge Frau an der Arbeit zu zerbrechen. Ralph Flamingo, der jüngere der beiden Artisten-Brüdern, verliebt sich in Eve. Er erkennt, wie unnachgiebig hart die junge Kollegin von ihrem Vater zum Erfolg gepeitscht wird und legt sich mit dem Alten, der unbedingt Eve zu einer hochgefährlichen Luftnummer verleiten will, deswegen an. Gaston, der sich durch seine Affäre mit Ralfs toter Frau stets in dessen Schuld sah, sieht nun den Moment gekommen, etwas gutzumachen und kommt seinem Bruder zu Hilfe. Einst hatte der Tod einer Frau die beiden Männer auseinander gebracht, jetzt ist es eine Frau, deren Not die beiden Flamingo-Brüder wieder zusammenführt und miteinander versöhnt.

## Produktionsnotizen
Manege entstand im November/Dezember 1927 im Filmstudio von Staaken bei Berlin. Die Zirkusaufnahmen wurden bereits im Oktober desselben Jahres im Zirkus Busch angefertigt. Der Film passierte am 23. Dezember desselben Jahres die Filmzensur und wurde am 1. Januar 1928 in Berlins Marmorhaus uraufgeführt. Die Länge des mit Jugendverbot belegten Achtakters betrug 2799 Meter. 
Eugen Kürschner übernahm die Produktionsleitung, Leopold Blonder entwarf die Filmbauten.
Kurt Gerron, der hier den Vater von Mary Johnson verkörperte, war in Wirklichkeit ein Jahr jünger als seine Kollegin.

## Kritik
In Die Stunde ist über den Hauptdarstellerin zu lesen: „Mary Johnson spielt das Mädchen, dem brutaler Wille den Weg in die Manege weist. Zart, wie eine zerbrechliche Puppe, in jedem Zuge des Gesichtes Angst, die sich in den Augen zu furchtbarem Entsetzen konzentriert, so steht sie vor ihrem Vater, der von Curt [sic!] Gerron mit unheimlicher Wegener-hafter Brutalität gestaltet wird. (…) Die beiden Brüder werden von Raimondo van Riel und Ernest van Düren mit sympathischer Ursprünglichkeit gespielt.“